# Kickxia spuria subsp. integrifolia
Kickxia spuria subsp. integrifolia é uma subespécie de planta com flor pertencente à família Scrophulariaceae. 
A autoridade científica da subespécie é (Brot.) R.Fern., tendo sido publicada em Botanical Journal of the Linnean Society 64(1): 74. 1971 (1971).

## Portugal
Trata-se de uma subespécie presente no território português, nomeadamente em Portugal Continental, no Arquipélago dos Açores e no Arquipélago da Madeira.
Em termos de naturalidade é nativa de Portugal Continental e do Arquipélago dos Madeira e introduzida no Arquipélago dos Açores.

## Protecção
Não se encontra protegida por legislação portuguesa ou da Comunidade Europeia.